# (673) Эдда
(673) Эдда (лат. Edda) — астероид главного пояса, который был открыт 20 сентября 1908 года американским астрономом Джоэлом Меткалфом в американском городе Таунтон (штат Массачусетс, США) и назван в честь одного из древнейших произведений германо-скандинавской мифологии, известного под названием Эдда.

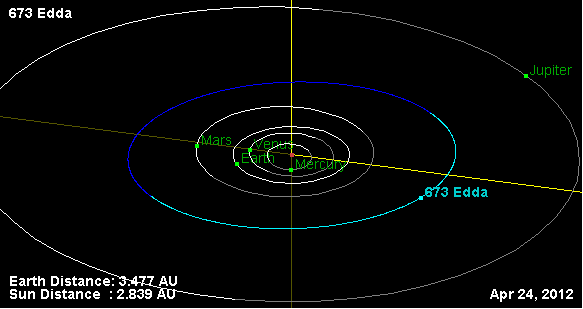
Орбита астероида Эдда и его положение в Солнечной системе